# Erica filago
Erica filago är en ljungväxtart som först beskrevs av Alm och T.C.E.Fr., och fick sitt nu gällande namn av Henk Jaap Beentje. Erica filago ingår i släktet klockljungssläktet, och familjen ljungväxter. Inga underarter finns listade i Catalogue of Life.